# Johann Ferdinand ze Schönfeldu

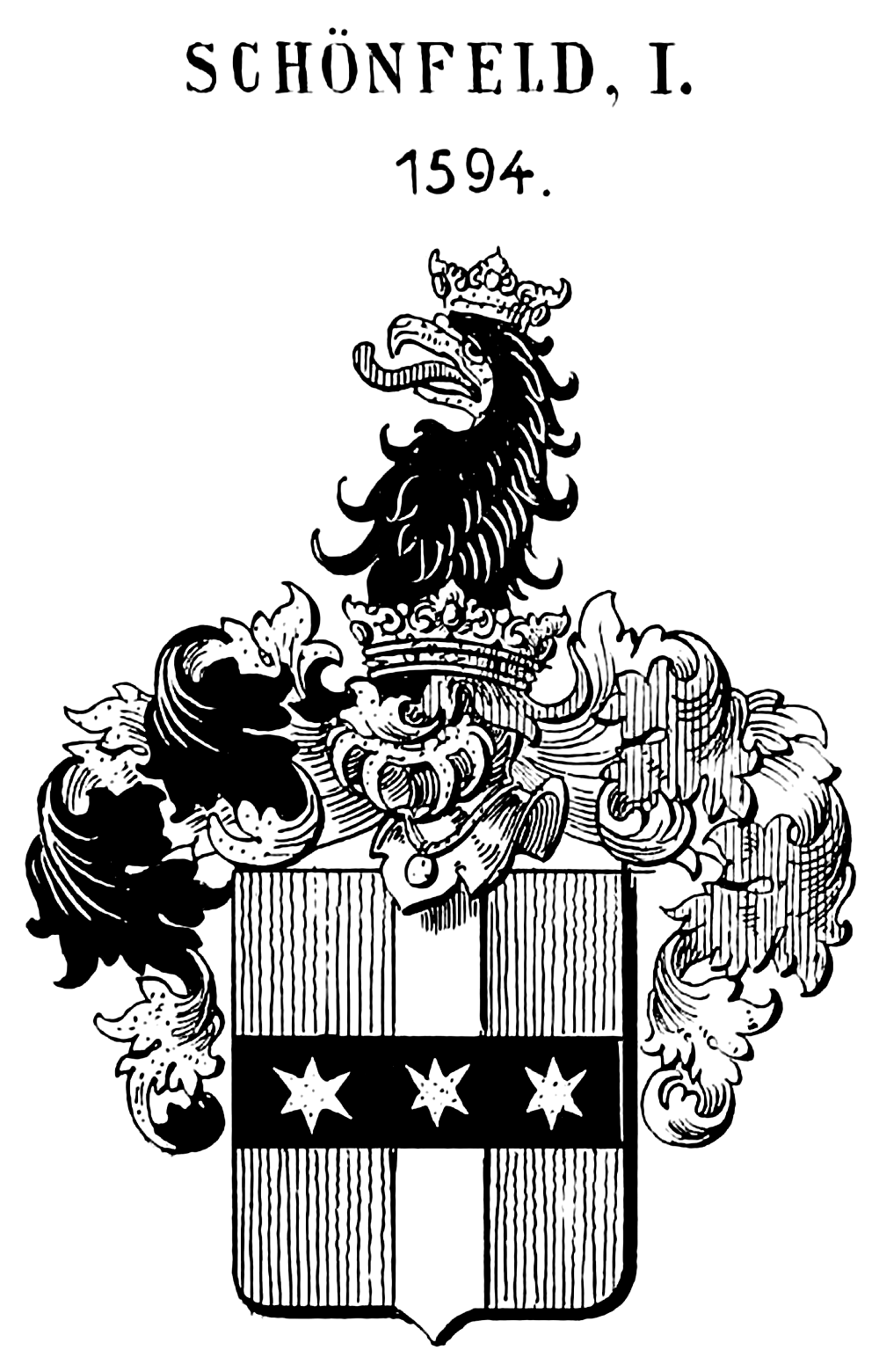
Erb Schönfeldů udělený roku 1594

Johann Nepomuk Ferdinand ze Schönfeldu (německy Johann Nepomuk Ferdinand Ritter von Schönfeld, 20. července 1750, Praha – 15. října 1821, Vídeň) byl podnikatel, knihtiskař a sběratel umění, původem z české šlechtické rodiny nobilitované již v roce 1594. Nezaměňovat s hraběcím rodem Schönfeld stejného jména, ale původem z Lotrinska a jiného erbu. Rytířský titul získal roku 1814.

## Život
Vyučil se knihtiskařem a obchodníkem s knihami. Kapitál získal věnem manželky, samostatnou tiskárnu založil 1773. Jako tiskař mimo jiné převzal Pražské poštovské noviny a pokračoval v jejich vydávání. Ačkoliv v roce 1783 vstupoval na zavedený knihtiskařský trh, počínal si obratně, záhy získal exkluzivitu na vydávání tisků pražského Gubernia. V letech 1774-75 byl též univerzitním tiskařem a nakladatelem. V roce 1790 se přestěhoval do Vídně a působil jako dvorní tiskař (c. a k. dvorní dodavatel) až do smrti.
Věnoval se dalším činnostem, v Karlíně kolem svého paláce dal vysázet libosad, otevřel tam papírnu, hospodářskou školu (Trnová) a na pražských hradbách zakoupil sad moruší pro hedvábnictví. Důležitá byla jeho činnost sběratelství umění. V 80. letech se podílel na nákupech z rozprodávané kunstkomory Rudolfa II., získal snad i část sbírky archeologa a sběratele Karla Josefa Bienera z Bienenberka. V roce 1790 sbírku s sebou převezl do Vídně a vydal její katalog (Schönfeldsches Technologisches Museum in Wien). Sbírka byla po Schönfeldově smrti v průběhu 19. století rozprodána.

## Rodina
Narodil se Antonínovi Janu Schönfeldovi (který je uváděn jako dvorní tiskař, ale zřejmě tiskařem nebyl a tiskárnu založil teprve jeho syn zcela nově). Johann Ferdinand měl bratra Franze Expedita Schönfelda (1745–1807), učeného jezuitu, který později působil jako děkan v Zákupech.
Johann Ferdinand odvozoval svůj původ od Jeronýma (srv. Schönfeldové), kterého císař Rudolf II. v roce 1594 povýšil do šlechtického stavu. Roku 1787 mu císař Josef II. toto šlechtictví („staré šlechtictví“) obnovil. Johann Ferdinand pro sebe a potomky získal roku 1814 rytířství.
Měl tři syny: Franze (1781–1847), Ignaze (1778–1839) a Jakoba (1795–1841).